# Chiyoda
Chiyoda (千代田区; -ku) é uma região especial no centro da Metrópole de Tóquio, no Japão. Em 2004, a região tinha uma população estimada de 42.015 habitantes e uma densidade de 3.609,54 pessoas por km². Chiyoda também é a sede de mais de 36.000 negócios, empregando mais de 888.000 pessoas. A área total é de 11,64 km², dos quais o Palácio Imperial ocupa 12% do total.

Otemon, o Grande Portão de castelo de Edo (Tóquio)

Chiyoda consiste do Palácio e de seu perímetro em um raio de cerca de 1 km. O nome Chiyoda, que literalmente significa "campo de milhares de gerações", vem do antigo nome do castelo de Edo, que está localizado no centro de Chiyoda. Muitas instituições governamentais, como a Assembleia, a residência do Primeiro Ministro e a Suprema Corte estão localizadas em Chiyoda, assim como marcos de Tóquio, como o Templo Yasukuni, a Estação de Tóquio e o Budokan.

Chiyoda foi fundada em 15 de março de 1947 pela unificação do Distrito de Kojimachi e do Distrito de Kanda.

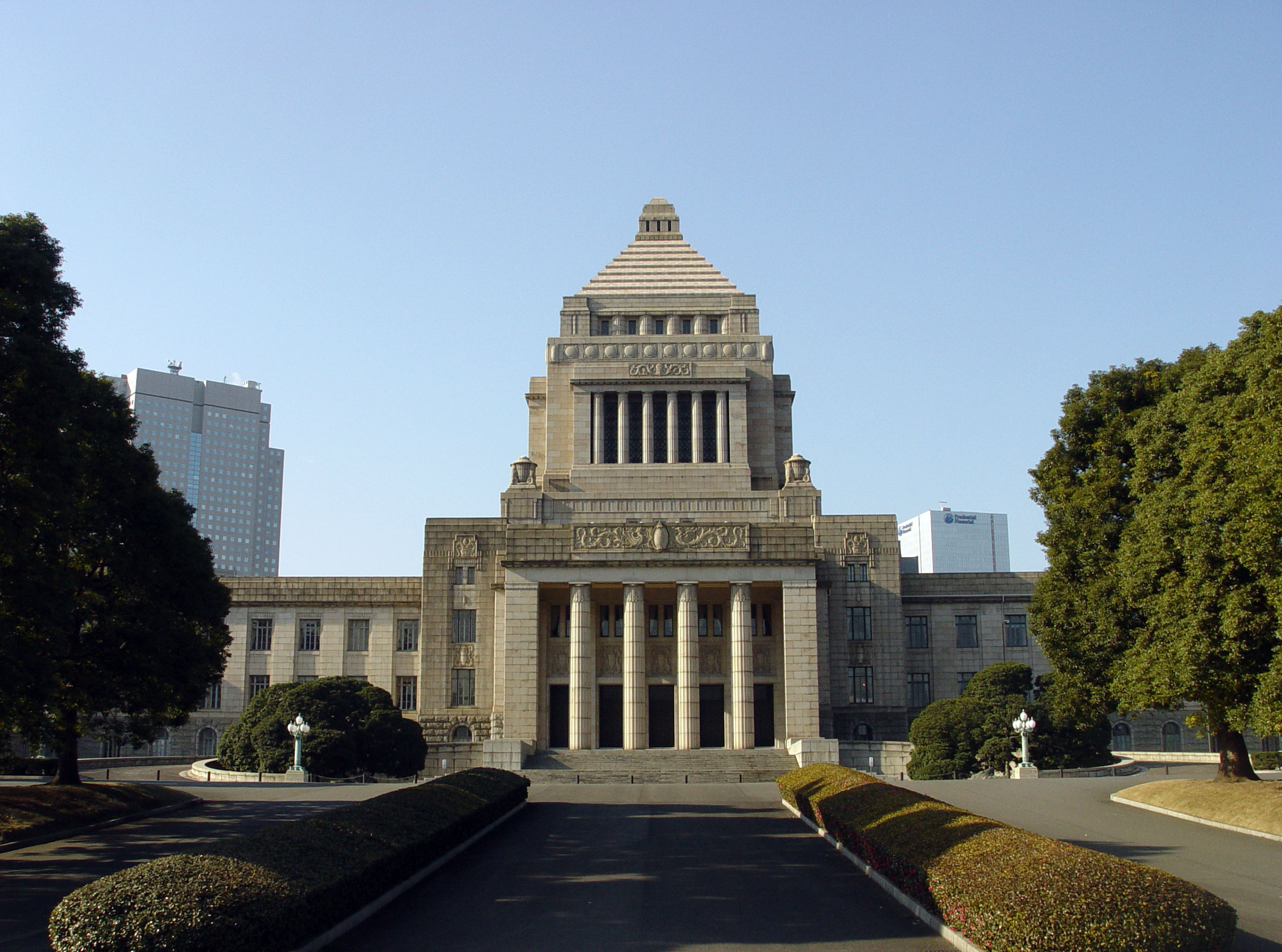
Prédio da Dieta Nacional em Chiyoda.

## Lugares de Interesse
- Hayabusacho - Sedes da Suprema Corte do Japão e do Teatro Nacional.
- Hibiya - Mais conhecido por Parque Hibiya, um grande parque ao sul do Palácio Imperial
- Iidabashi
- Jinbocho
- Kanda - A porção norte de Chiyoda, lar dos famosos distritos de eletrônicos Akihabara, do Templo Kanda e da Catedral da Ressurreição de Tóquio.
- Kasumigaseki - O centro nervoso das agências administrativas do Japão.
- Kioicho - Sede dos vistosos hotéis New Otani e Akasaka (adjacentes ao Palácio Akasaka em Minato-ku), e mais ao norte, da Universidade Sophia e da Igreja de São Inácio.
- Kojimachi - Uma antiga vizinhança residencial e comercial ao oeste do Palácio Imperial, lar das embaixadas do Reino Unido, Irlanda e Israel.
- Kudan - Ao noroeste do Palácio Imperial, lar do Templo Yasukuni e de um crescente ponto de transferência subterrâneo, a Estação Kudanshita.
- Marunouchi - Localizado entre a Estação de Tóquio e o Palácio Imperial, um dos centros comerciais tradicionais de Tóquio, lar de vários bancos e companhias de seguros.
- Nagatacho - Mais conhecido como o local da Assembleia do Japão; também sedia o Templo Hiei e a residência do Primeiro Ministro do Japão.
- Otemachi - Norte de Marunouchi, parte do distrito de negócios da Estação de Tóquio.
- Yurakucho - Sul de Marunouchi, parte do distrito de negócios da Estação de Tóquio.

## Atrações
- Prédio da Dieta Nacional
- Parque Hibiya
- Fórum Internacional de Tóquio
- Estação de Tóquio
- Parque Kitanomaru
- Jardins Imperiais Orientais